# Alberto Giraldo Jaramillo

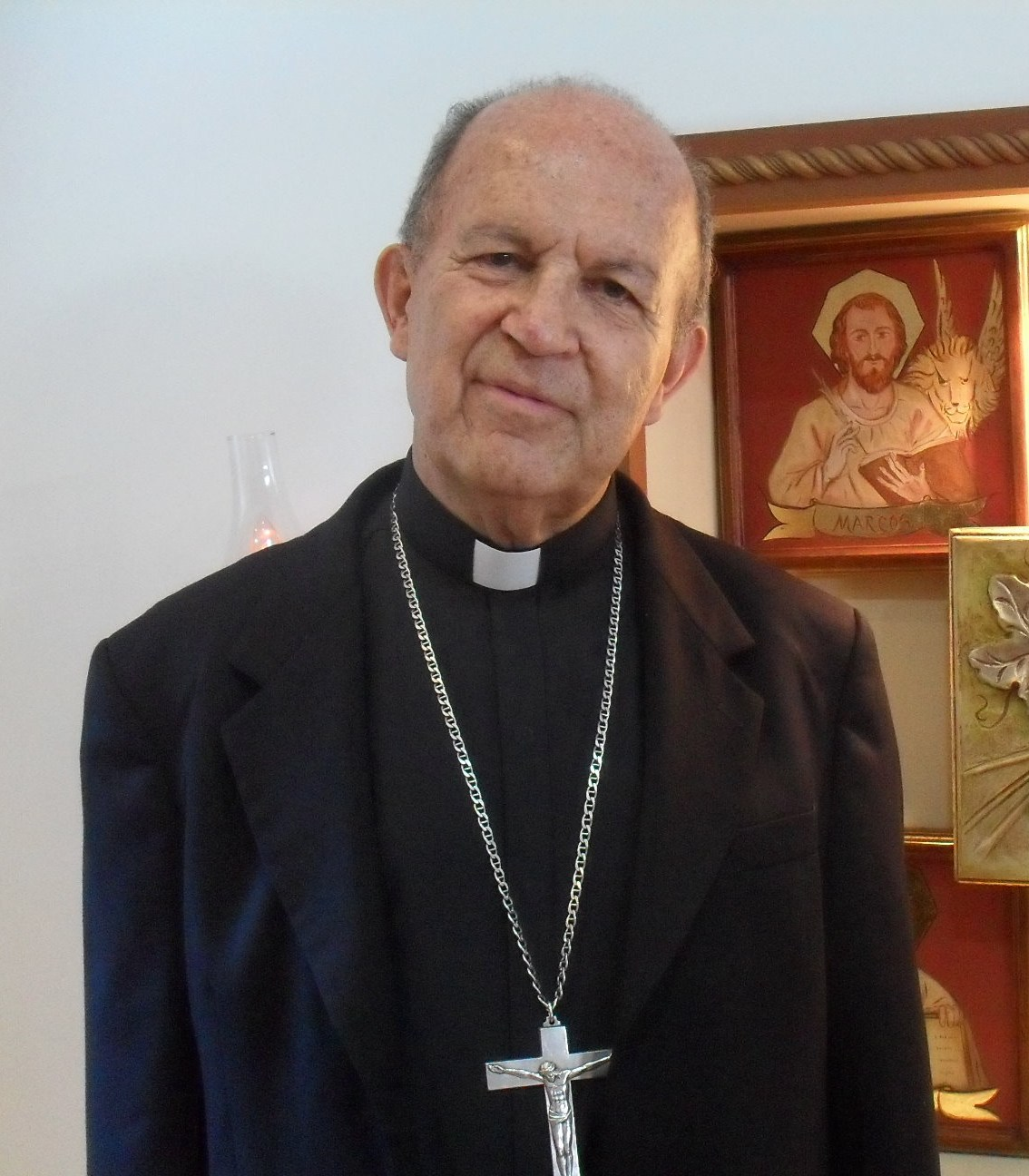
Erzbischof Alberto Giraldo Jaramillo (2010)

Erzbischofswappen von Alberto Giraldo Jaramillo

Unterschrift von Alberto Giraldo Jaramillo

Alberto Giraldo Jaramillo PSS (* 7. Oktober 1934 in Manizales; † 21. Juli 2021 in Pereira) war ein kolumbianischer Ordensgeistlicher und römisch-katholischer Erzbischof von Medellín.

## Leben
Alberto Giraldo Jaramillo wurde am 21. Oktober 1934 in der Kathedrale von Manizales getauft und am 1. November 1935 durch den Bischof von Manizales, Juan Manuel González Arbeláez, gefirmt. Er besuchte die Escuela Anexa (1942), die Escuela Robledo (1943) und die Escuela La Gran Colombia (1944–1946) in Manizales sowie später das Instituto Universitario (1947) und das Kleine Seminar des Bistums Manizales (1948–1951). Giraldo Jaramillo studierte von 1952 bis 1958 Philosophie und Katholische Theologie am Priesterseminar in Manizales. Er wurde am 1. März 1958 in der Kapelle des Priesterseminars in Manizales zum Diakon geweiht und empfing am 9. November desselben Jahres in der Kathedrale von Manizales durch den Erzbischof von Manizales, Luis Concha Córdoba, das Sakrament der Priesterweihe für das Erzbistum Manizales.
Giraldo Jaramillo war zunächst als Pfarrvikar in Palestina tätig. 1959 trat er in Montreal der Ordensgemeinschaft der Sulpizianer bei und legte 1960 die Profess ab. Nach weiterführenden Studien erwarb er 1960 an der Theologischen Fakultät der Universität Montreal ein Lizenziat im Fach Katholische Theologie. Anschließend setzte Alberto Giraldo Jaramillo seine Studien in Rom fort, wo er 1963 an der Päpstlichen Universität Heiliger Thomas von Aquin mit der Arbeit La Infalibilidad del Concilio („Die Unfehlbarkeit des Konzils“) zum Doktor der Theologie promoviert wurde. Danach kehrte er nach Kolumbien zurück, wo er Ausbilder und Professor am Priesterseminar in Manizales wurde. Von 1969 bis 1974 wirkte Giraldo Jaramillo als Professor am Priesterseminar in Bogotá und am Instituto de Teología y Pastoral del CELAM in Medellín. Daneben war er von 1972 bis 1974 Provinzial der kolumbianischen Ordensprovinz der Sulpizianer.
Am 8. August 1974 ernannte ihn Papst Paul VI. zum Weihbischof in Popayán und zum Titularbischof von Obba. Der Erzbischof von Bogotá und Militärvikar von Kolumbien, Aníbal Kardinal Muñoz Duque, spendete ihm am 15. September desselben Jahres in der Kapelle des Priesterseminars in Bogotá die Bischofsweihe; Mitkonsekratoren waren die Miguel Ángel Arce Vivas, Erzbischof von Popayán, und Pedro José Rivera Mejía, Bischof von Socorro y San Gil. Sein Wahlspruch Que todos sean uno („Dass alle eins seien“) stammt aus Joh 17,21 .
Paul VI. bestellte ihn 26. April 1977 zum ersten Bischof von Chiquinquirá. Im selben Jahr nahm Alberto Giraldo Jaramillo an der vierten ordentlichen Generalversammlung der Bischofssynode zum Thema „Die Katechese in unserer Zeit“ teil und 1979 an der dritten Generalkonferenz des Lateinamerikanischen Bischofsrats (CELAM) in Puebla. Am 26. Juli 1983 ernannte ihn Papst Johannes Paul II. zum Bischof von Cúcuta. Nach der Ermordung von Jesús Emilio Jaramillo Monsalve MXY am 2. Oktober 1989 war Alberto Giraldo Jaramillo zusätzlich acht Monate lang Apostolischer Administrator des vakanten Bistums Arauca. Daneben war Giraldo Jaramillo Teilnehmer der siebten ordentlichen Generalversammlung der Bischofssynode zum Thema „Berufung und Sendung der Laien in Kirche und Welt“ (1987) und der achten ordentlichen Generalversammlung zum Thema „Die Priesterausbildung im Kontext der Gegenwart“ (1990).
Johannes Paul II. bestellte ihn am 18. Dezember 1990 zum Erzbischof von Popayán. Die Amtseinführung erfolgte am 25. Januar 1991. Zudem war Giraldo Jaramillo von 1990 bis 1996 Vizepräsident der Kolumbianischen Bischofskonferenz (CEC). In dieser Funktion nahm er 1992 an der vierten Generalkonferenz des Lateinamerikanischen Bischofsrats in Santo Domingo teil. Am 13. Februar 1997 wurde er Erzbischof von Medellín. Die Amtseinführung fand am 19. März desselben Jahres statt. Von Juli 1996 bis Juli 2002 war Alberto Giraldo Jaramillo zusätzlich Präsident der Kolumbianischen Bischofskonferenz. Im April 1999 nahm er als Vertreter der kolumbianischen Bischöfe an den Friedensverhandlungen zwischen der Regierung Kolumbiens und der Guerillaorganisation FARC in San Vicente del Caguán teil. 2003 wurden auf seine Vermittlung hin sechs durch das Ejército de Liberación Nacional (ELN) entführte Touristen wieder freigelassen.
Am 16. Februar 2010 nahm Papst Benedikt XVI. das von Alberto Giraldo Jaramillo aus Altersgründen vorgebrachte Rücktrittsgesuch an. Vom 1. Mai bis 27. November 2010 war er Apostolischer Administrator des vakanten Bistums Cartago und von September 2012 bis 11. Oktober 2014 Apostolischer Administrator des Bistums Armenia. Giraldo Jaramillo starb im Juli 2021 im Hospital San Jorge in Pereira.
Der emeritierte Bischof von Buga, Hernán Giraldo Jaramillo (* 1936), ist sein Bruder.